# Cimiteri di Firenze

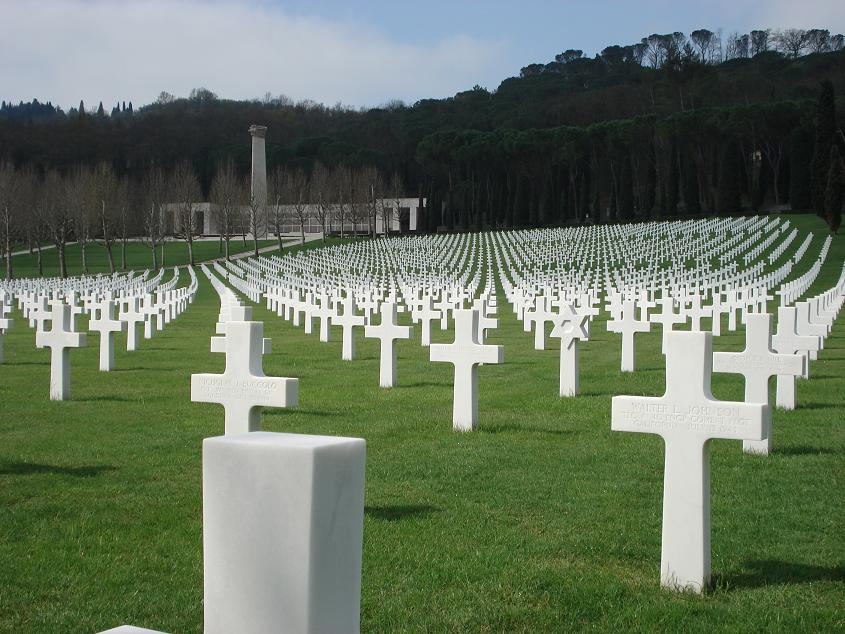
Florence American Cemetery and Memorial

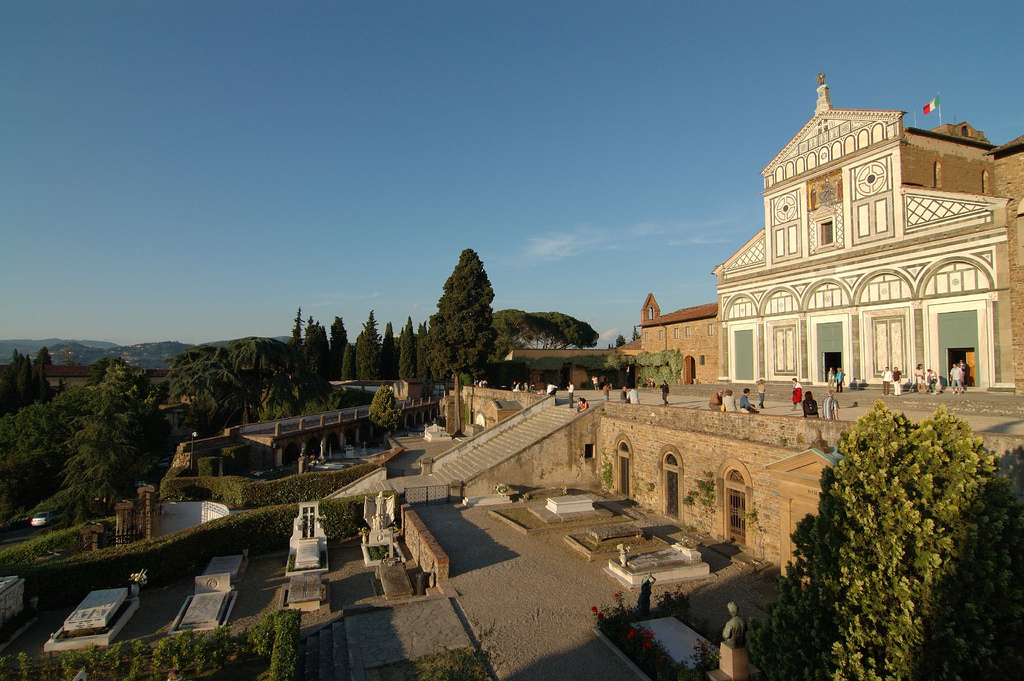
Cimitero delle Porte Sante

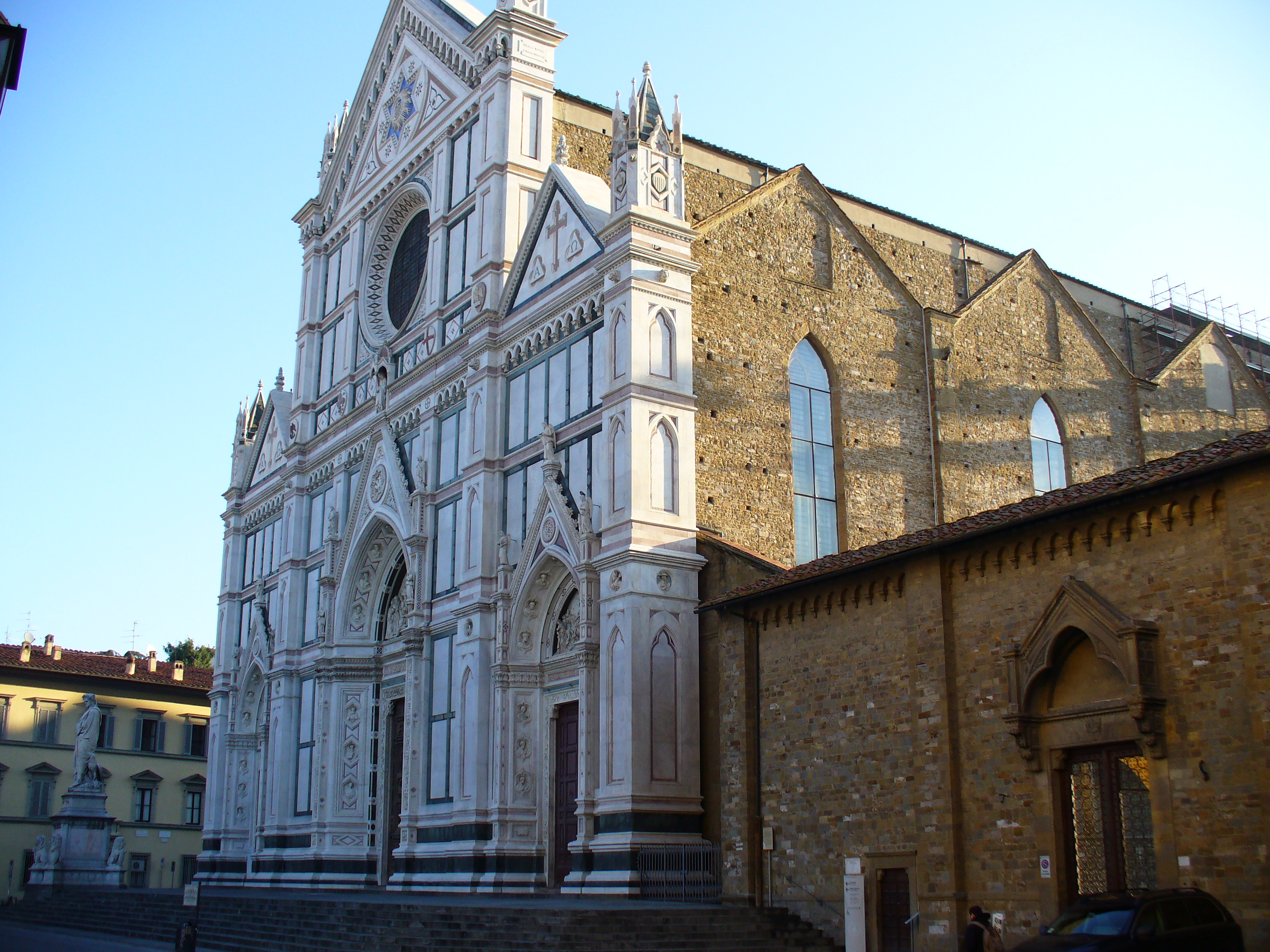
Basilica di Santa Croce

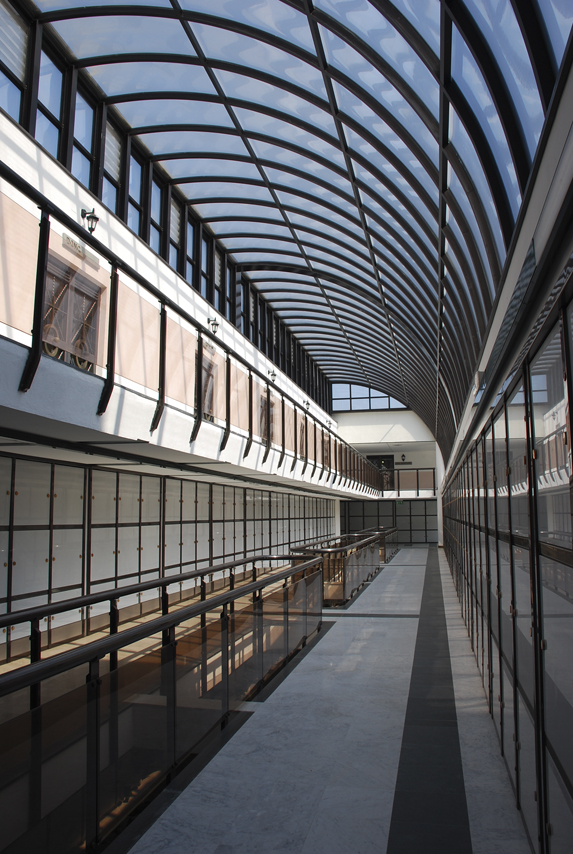
Cimitero di Soffiano

Ecco un elenco dei cimiteri di Firenze.

## Sepolture in chiese
A Firenze, come in tutte le città europee, si seppelliva dentro o a ridosso delle chiese entro la cerchia muraria. Tra le sepolture più importanti o singolari di questo genere spiccano:
Basilica di Santa Crocesede di importanti monumenti funebri come quello di Michelangelo Buonarroti e di Galileo Galilei, nell'Ottocento divenne "il tempio dell'Italie glorie", dove vennero raccolti i monumenti funebri o i cenotafi di alcune delle maggiori personalità italiane: Niccolò Machiavelli, Enrico Fermi, Ugo Foscolo, Guglielmo Marconi, Luigi Cherubini, Leon Battista Alberti, Vittorio Alfieri, Gioachino Rossini, Lorenzo Ghiberti, Lorenzo Bartolini, Pier Antonio Micheli, Bartolomeo Cristofori, Giovanni Gentile e moltissimi altri. Nel 1933 vi fu aggiunto il Famedio per le personalità dell'Italia fascista.
San LorenzoContiene le sepolture della famiglia Medici e di Donatello.
Santissima AnnunziataNella cappella dei Pittori furono sepolti molti confratelli dell'Accademia delle arti del disegno, tra i quali Benvenuto Cellini e il Pontormo.
DuomoIn quanto cattedrale contiene nella cripta le sepolture degli arcivescovi di Firenze; inoltre nei sotterranei dell'antica chiesa di Santa Reparata è sepolto Filippo Brunelleschi
Chiesa di Sant'AmbrogioVi furono sepolti numerosi artisti, tra cui Andrea del Verrocchio e Mino da Fiesole.
Chiesa di Santi ApostoliAccanto alla chiesa esisteva il cimitero per i bambini nati morti o comunque non battezzati, da cui deriva il nome della piazzetta antistante: piazza del Limbo.

## Cimiteri storici
Cimitero delle Ballodolefu il primo cimitero creato a Firenze per la sepoltura della gente comune al di fuori delle chiese. Venne aperto nel 1775, anticipando quindi le riforme napoleoniche, e chiuso nel 1783, trasferendone le funzioni al neonato cimitero di Trespiano.
Vecchio cimitero della Misericordiaaperto nel 1747 a ridosso delle mura, era riservato ai confratelli dell'Arciconfraternita della Misericordia, che all'epoca accoglieva solo membri maschili; per questo vi sono soltanto sepolture di uomini, tra le quali molti personaggi illustri della Firenze dell'epoca. Poiché all'epoca non era prevista la rotazione delle concessioni cimiteriali, venne chiuso per raggiunti limiti di spazio nel 1896, quando la confraternita aprì un nuovo cimitero a Soffiano.
Cimitero degli inglesifu costruito nel 1828 a ridosso delle mura per la comunità svizzera residente in città, destinato ai forestieri acattolici, e chiuso alle sepolture nel 1877 per reggiunti limiti. Oggi rappresenta un cimitero monumentale storico aperto ai visitatori, con alcune sepolture illustri quali la poetessa Elizabeth Barrett Browning e l'editore Giovan Pietro Vieusseux.
Antico cimitero monumentale ebraicoaperto nel 1777 fu chiuso per raggiunti limiti nel 1870. Da allora le sepolture della comunità ebraica hanno luogo al cimitero israelitico di Firenze.

## Cimiteri in uso
Cimitero delle Porte Sante (comunale)Sorse nel 1848 entro le mura che circondano la basilica di San Miniato al Monte; è il luogo di sepoltura delle personalità fiorentine che si sono distinte per fama e merito, come stabilito di volta in volta da apposite delibere comunali. Tra queste Carlo Collodi, Enrico Coveri, Vasco Pratolini, Mario Cecchi Gori, Giovanni Spadolini, Franco Zeffirelli. Ha accolto anche persone comuni, fino al Dopoguerra anche nei campi e nei loculi, dopo in un apposito colombario di recente costruzione, riservato ai residenti della zona.
Cimitero di Trespiano (comunale)è uno dei più vasti d'Italia ed al suo interno è attiva una speciale linea di autobus; vi sono sepolti tra gli altri i fratelli Rosselli, Giuseppe Poggi, Spartaco Lavagnini, Luigi Dallapiccola. Per statuto vi può essere sepolto chiunque residente del Comune di Firenze; per questo ospita anche una sezione acattolica.
Cimitero di SoffianoDestinato a chiunque previa iscrizione alla Misericordia, fu costruito nella parte ovest della città e ingrandito più volte. Vi sono sepolti tra gli altri Artemio Franchi e Roberto Ridolfi.

### Cimiteri rionali
Sono riservati ai residenti di alcune zone della città.
Cimitero di Brozzi (comunale)
Cimitero di Careggi (comunale)
Cimitero di Castello
Cimitero di Mantignano (comunale)
Cimitero di Monteripaldi (comunale)
Cimitero di Peretola (comunale)
Cimitero del Pino (comunale)
Cimitero di Rifredi (comunale)
Cimitero di San Bartolo a Cintoia (comunale)
Cimitero di San Felice a Ema (comunale)Vi sono sepolti Eugenio Montale, Plinio Nomellini, Fausto Melotti.
Cimitero di Santa Lucia al Galluzzo (comunale)
Cimitero di Santa Maria a Marignolle (comunale)
Cimitero di San Silvestro a Ruffignano (comunale)
Cimitero di Settignano (comunale)Vi sono sepolti Niccolò Tommaseo, Aldo Palazzeschi, Paolo Scheggi.
Cimitero di Sollicciano (comunale)
Cimitero di Ugnano (comunale)

## Cimiteri militari
Florence American Cemetery and MemorialStatunitense, è uno dei 14 luoghi in territori d'oltre oceano prescelti dalla commissione incaricata, sorge su un'area ceduta gratuitamente dal governo italiano agli Stati Uniti d'America per la sepoltura delle spoglie dei soldati americani caduti durante la campagna di liberazione d'Italia nel 1945.
Florence War Cemetery (Fiesole)Fu costruito al termine della seconda guerra mondiale per la sepoltura di soldati, marinai e aviatori delle forze del Commonwealth caduti nella campagna di liberazione dell'Italia tra il 1939 e il 1945.

## Cimiteri acattolici
Cimitero degli AlloriSituato in zona Galluzzo vi sono sepolti Oriana Fallaci, Arnold Böcklin, Frederick Stibbert e Leonardo Savioli.
Cimitero israelitico maggiore